# Andrzej III
Andrzej III, węg. III. András, Velencei (ur. między 1265 a 1270 w Wenecji, zm. 14 stycznia 1301 w Budzie) – ostatni król Węgier i Chorwacji z dynastii Arpadów w latach 1290–1301.
Syn księcia Slawonii Stefana Pogrobowca i Tomasiny Morosini, córki patrycjusza weneckiego Michała Morosiniego. Po ojcu wnuk króla Węgier Andrzeja II. Dwukrotnie żonaty, najpierw z Fenenną, córką księcia kujawskiego Ziemomysła, z którą miał córkę Elżbietę (dominikankę w Töss w Szwajcarii), następnie z Agnieszką, córką księcia Austrii i króla Niemiec Albrechta I. Pochowany w kościele minorytów w Budzie.

## Zdobycie i utrzymanie władzy
Tron węgierski przejął po swoim krewnym, Władysławie IV Kumańczyku (dziadek Władysława ze strony ojca, Bela IV, i ojciec Andrzeja, Stefan Pogrobowiec, byli przyrodnimi braćmi, synami Andrzeja II). Koronę świętego Stefana, która została nałożona mu na głowę 23 lipca 1290 w Székesfehérvárze (pl. Białogród), otrzymał dzięki poparciu węgierskich możnowładców, którzy chcieli uczynić z niego instrument do realizacji własnych celów.
Rządy Andrzeja III przypadły więc na trudne czasy. Wzrost znaczenia możnowładztwa ograniczał autorytet władcy. Ponadto jego rządy osłabiały roszczenia do tronu wysnuwane przez króla Niemiec Albrechta I i spowinowaconych z Władysławem IV Kumanem Andegawenów. Stosunki z Habsburgami Andrzej III uregulował już w 1291, natomiast z presją Andegawenów zmagał się przez całe swoje panowanie. Najpierw musiał przeciwstawiać się Karolowi Martelowi (był synem Marii, siostry Władysława IV Kumańczyka, ponadto Władysław pojął za żonę jego ciotkę, Elżbietę), który od 1290 aż do śmierci w 1295 tytułował się królem Węgier. Następnie tronu węgierskiego bronił przed jego synem, Karolem Robertem, którego w walce o Koronę św. Stefana poparł papież Bonifacy VIII.
W 1298 Andrzej III zdobył poparcie króla Czech Wacława II. Na zjeździe w Wiedniu odbyły się zaręczyny córki Andrzeja III, Elżbiety, z synem Wacława II, Wacławem, który miał dziedziczyć po Andrzeju III, gdyby ten nie doczekał się męskiego potomka.

## Polityka wewnętrzna
Andrzej III postanowił uniezależnić się od silnego możnowładztwa, wykorzystując występującą przeciwko nadużyciom możnych szlachtę. W tym celu zwołał pierwszy ogólnokrajowy sejm, na którym pozbył się nacisku możnych. Jednakże na tym samym sejmie została powołana rada, bez aprobaty której król nie mógł powziąć żadnej decyzji. W ten sposób Andrzej III wpadł z jednego uzależnienia w drugie. Jego nagła śmierć zatrzymała wprowadzanie reform mających na celu scentralizowanie państwa, a kraj pogrążył się w anarchii.

## Genealogia
Andrzej III żenił się dwukrotnie. W 1290 poślubił Fenennę, córkę księcia kujawskiego Ziemomysła. Z tego związku urodziła się Elżbieta, która została zaręczona Wacławowi, synowi króla Czech Wacława II. Do małżeństwa jednak nie doszło. Kilka lat później Elżbieta wstąpiła do zakonu dominikanek w Töss (dziś Szwajcaria). Po śmierci była otoczona lokalnym kultem, który nie został oficjalnie zatwierdzony przez władze kościelne. Na niej zakończyła się linia żeńska dynastii Arpadów. Drugi związek Andrzeja III z Agnieszką, córką króla Niemiec Albrechta I, zawarty 13 lutego 1296, pozostał bezdzietny.
| Andrzej II ur. 1176 zm. 21 IX 1235 | Andrzej II ur. 1176 zm. 21 IX 1235 |                                      |                                      | Beatrycze d’Este ur. 1215 zm. 1245 | Beatrycze d’Este ur. 1215 zm. 1245 |  |  | Michał Morosini ur. ? zm. ? | Michał Morosini ur. ? zm. ? |                                  |                                  | NN | NN |
|                                    |                                    |                                      |                                      |                                    |                                    |  |  |                             |                             |                                  |                                  |    |    |
|                                    |                                    |                                      |                                      |                                    |                                    |  |  |                             |                             |                                  |                                  |    |    |
|                                    |                                    | Stefan Pogrobowiec ur. 1236 zm. 1271 | Stefan Pogrobowiec ur. 1236 zm. 1271 |                                    |                                    |  |  |                             |                             | Tomasina Morosini ur. ? zm. 1300 | Tomasina Morosini ur. ? zm. 1300 |    |    |
|                                    |                                    |                                      |                                      |                                    |                                    |  |  |                             |                             |                                  |                                  |    |    |
|                                    |                                    |                                      |                                      |                                    |                                    |  |  |                             |                             |                                  |                                  |    |    |
|                                    |                                    |                                      |                                      |                                    |                                    |  |  |                             |                             |                                  |                                  |    |    |

|                                |   | 1 Fenenna ur. 1276 zm. 1295 OO 1290 | 1 Fenenna ur. 1276 zm. 1295 OO 1290 | Andrzej III ur. 1265/1270 zm. 14 I 1301 | Andrzej III ur. 1265/1270 zm. 14 I 1301 | 2 Agnieszka 2) ur. 18 V 1281 zm. 10 VI 1364 OO 13 II 1296 | 2 Agnieszka 2) ur. 18 V 1281 zm. 10 VI 1364 OO 13 II 1296 |  |  |
|                                |   |                                     |                                     |                                         |                                         |                                                           |                                                           |  |  |
|                                |   |                                     |                                     |                                         |                                         |                                                           |                                                           |  |  |
|                                | 1 |                                     |                                     |                                         |                                         |                                                           |                                                           |  |  |
| Elżbieta ur. 1292 zm. 6 V 1338 |   |                                     |                                     |                                         |                                         |                                                           |                                                           |  |  |

| 1. córka Albrechta I |